# Orde van het Kruis van Koningin Maria

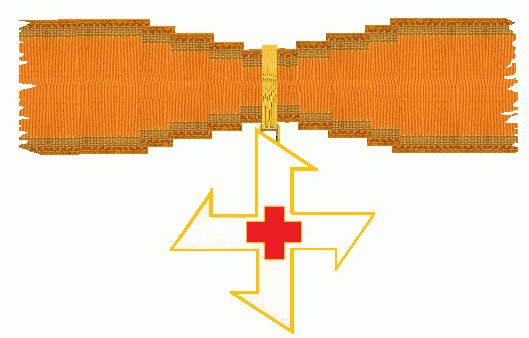
Kruis der Ie Klasse aan oorlogslint

Het Kruis van Koningin Maria werd op 17 maart 1917 door koning Ferdinand I van Roemenië in drie klassen ingesteld. De onderscheiding die tot de Roemeense ridderorden wordt gerekend, wordt verleend aan personen die zich verdienstelijk hadden gemaakt voor de verpleging tijdens de Eerste Wereldoorlog. De orde werd naar de Roemeense koningin Maria genoemd die zelf verpleegster was.
Het kleinood van de Ie Klasse is een helder wit geëmailleerd verguld zilveren kruis, een variant op het hakenkruis. In het midden is het rode kruis van Genève afgebeeld. Op de achterzijde staat het gouden monogram "M" voor Maria. De andere twee versierselen zijn niet geëmailleerd, de IIe Klasse is verguld en de IIIe Klasse is van brons. Op de achterkant is het jaar van de stichting gegraveerd.
Alle drie de klassen werden gedragen aan een oranje lint. De Ie klasse aan een lint rond de hals, de IIe en IIIe Klasse aan een lint op de linkerborst. In oorlogstijd verworven kruisen werden aan een lint met een smalle geweven gele bies gedragen.
Orde van Michaël de Dappere ·
Orde van Carol I ·
Koninklijke Bene Merenti Orde ·
Orde van de Ster van Roemenië ·
Herinneringskruis voor Dames ·
Orde van het Kruis van Koningin Maria ·
Orde van Verdienste ·
Orde voor Trouwe Dienst ·
Orde van Verdienste voor de Landbouw ·
Orde van de Kroon van Roemenië ·
Orde van Ferdinand I ·
Orde voor Culturele Verdienste ·
Ereteken van de Roemeense Adelaar ·
Orde voor Dappere Vliegeniers ·
Orde van de Ster van de Volksrepubliek Roemenië ·
Held van de Socialistische Republiek Roemenië ·
Heldenmoeder van de Socialistische Republiek Roemenië ·
Held van de Socialistische Arbeid ·
Orde van de Overwinning van het Socialisme ·
Orde van Wetenschappelijke Verdienste ·
Orde van Medische Verdienste ·
Orde van Tudor Vladimirescu ·
Orde van de Ster van de Socialistische Republiek Roemenië ·
Orde van de Arbeid ·
Held van de Nieuwe Agrarische Revolutie

Zie ook: Ridderorden in Roemenië